# Ubisoft Montreal
Ubisoft Divertissements Inc., ki deluje pod imenom Ubisoft Montreal, je kanadski razvijalec videoiger in Ubisoftov studio s sedežem v Montrealu.
Studio je bil ustanovljen aprila 1997 kot del Ubisofta, ki se je širil na svetovne trge s subvencijami vlad Montreala, Quebeca in Kanade za ustvarjanje novih delovnih mest na področju multimedije. Prvi izdelki studia so bile nezahtevne otroške igre, ki so temeljile na obstoječi intelektualni lastnini. Prebojna naslova podjetja Ubisoft Montreal sta bila Tom Clancy's Splinter Cell iz leta 2002 in Prince of Persia: The Sands of Time iz leta 2003. Nato je studio nadaljeval z razvojem nadaljevanj in sorodnih iger iz obeh serij ter razvijal lastne intelektualne lastnine, kot so Assassin's Creed, Far Cry, Watch Dogs in For Honor.
Leta 2021 je bilo v studiu zaposlenih več kot 4000 ljudi. Studio je tudi pomagal uveljaviti Montreal kot ustvarjalno mesto, zaradi česar so drugi razvijalci videoiger tam ustanovili svoje studie.

## Razvoj iger
Ubisoft Montreal je glavni razvijalec iger iz serij Assassin's Creed, Prince of Persia, Far Cry, Tom Clancy's Splinter Cell, Tom Clancy's Rainbow Six in Watch Dogs ter drugih iger. Vendar to ne pomeni, da razvijajo vse naslove iz teh franšiz, temveč jim pri razvoju največkrat pomagajo tudi drugi Ubisoftovi studii.
- Serija Tom Clancy's Splinter Cell (2002–2010)
- Serija Prince of Persia (2003–2010)
- Serija Tom Clancy's Rainbow Six (2003–danes)
- Serija Far Cry (2005–2019)
- Serija Assassin's Creed (2007–danes)
- Serija Watch Dogs (2014–2016)
- Child of Light (2014)
- Transference (2018)
- For Honor (2017)
- Roller Champions (2022)